# Parepicedia fimbriata
Parepicedia fimbriata là một loài bọ cánh cứng trong họ Cerambycidae.